# Distretto di Langya
Il distretto di Langya (琅琊区S, Lángyá QūP) è un distretto della Cina, situato nella provincia dell'Anhui.